# Rhynchina
Rhynchina là một chi bướm đêm thuộc họ Erebidae.

## Loài
- Rhynchina inornata Butler, 1886
- Rhynchina pionealis Guenée, 1854